# Palais Astalli
Le palais Astalli est un bâtiment situé à Rome, Via San Marco dans le Rione X Campitelli.

## Histoire
L'origine du bâtiment semble incertaine. Il y avait un bâtiment appartenant à la famille Muti, qui décida de le rénover au XVIe siècle, mais les travaux se poursuivirent lentement jusqu'à ce que le terrain avec le bâtiment soit vendu à la famille Astalli. 
Mgr Fulvio Astalli et son frère, le cardinal Camillo, ont chargé l'architecte Giovanni Antonio De Rossi de concevoir et de construire le nouveau bâtiment en 1642. La forme irrégulière du terrain a déterminé le plan triangulaire. Le bâtiment d'origine a été achevé à la fin du siècle et comportait trois façades: une avec un portail et dix fenêtres sur la rue San Marco, une seconde avec deux portails et huit fenêtres sur la rue dell'Aracoeli et une troisième avec un portail du XVIe siècle et dix fenêtres sur le Vicolo des Astalli. Le bâtiment se terminait en hauteur avec une terrasse sur le toit. 
La famille Astalli a fait peindre les intérieurs et notamment la salle des fêtes. Les chroniqueurs du XVIIIe siècle font en effet référence aux fêtes et banquets organisés dans le palais, en particulier pendant le carnaval. 
En 1827, comme indiqué par une plaque en haut du coin de la rue Via San Marco, l'ensemble a été acheté par la Reverenda Fabbrica di San Pietro, à des fins de bureau et de résidence du gérant. 
À partir de 1930, le bâtiment subit de profonds changements en raison des travaux d’isolement du Capitole, qui comprenaient également l’élargissement de la Via San Marco. Toute la partie du bâtiment faisant face à cette rue a été démolie, détruisant également le célèbre hall, avec pour conséquence une distorsion de l’équilibre formel initial. 

## Description
Le bâtiment a subi d'importantes transformations lors des travaux d'isolement du Campidoglio et d'élargissement de la Via San Marco.  Actuellement, le bâtiment a perdu de son importance originelle: la façade en vicolo degli Astalli a été pratiquement divisée par deux avec la réduction du nombre de fenêtres à six et la disparition du portail du XVIe siècle, tandis que sur la via dell'Aracoeli, la façade est réduite à un portail unique et à six fenêtres. 
La façade de la rue S. Marco comporte trois portails au rez-de-chaussée et quatre fenêtres avec des balustrades donnant sur les fenêtres du sous-sol.  Au rez-de-chaussée, il y a sept fenêtres (au lieu des dix d'origine), ainsi qu'aux deuxième et troisième étages, bien que plus simples. 
Les fresques décorant les salles démolies ont été détachées et rassemblées au musée de Rome. Celle du Salon était particulière, avec des scènes sacrées dans des paysages de Rome et du Latium et une Annonciation.  

## Curiosité
Comme les autres familles nobles, les Astalli avaient aussi une maison de villégiature dans les murs d’Aurélien : la Villa Astalli est située dans le quartier Esquilino et ne doit pas être confondue avec le palais. 
Elle était entourée de jardins et d'avenues et était accompagné d'une pars rustica de plus de deux hectares, destinée à un usage agricole: le domaine avait son principal accès sur le tracé de l'époque de la Via Labicana. Elle fut divisée en bâtiments dans les années 1920, alors que le Casino devint le siège de la curie générale des Filles de Notre Dame du Mont Calvaire.